# 27714 Dochu
27714 Dochu este un asteroid din centura principală de asteroizi.

## Descriere
27714 Dochu este un asteroid din centura principală de asteroizi. A fost descoperit pe 29 ianuarie 1989 la Tokushima de Masayuki Iwamoto și Takeshi Urata. Asteroidul prezintă o orbită caracterizată de o semiaxă mare de 2,26 ua, o excentricitate de 0,09 și o înclinație de 4,7° în raport cu ecliptica.